# خريفيلينجن
خريفيلينجن أو خريفيلينجنمير (بحيرة خريفيلينجن) هو مصب سابق لنهر الراين- الميز على الحدود السياسية لهولندا لمقاطعتي جنوب هولندا وزيلند التي أصبحت بحيرة بسبب أعمال الدلتا.